# Instituto Pedagógico de la Universidad de Chile

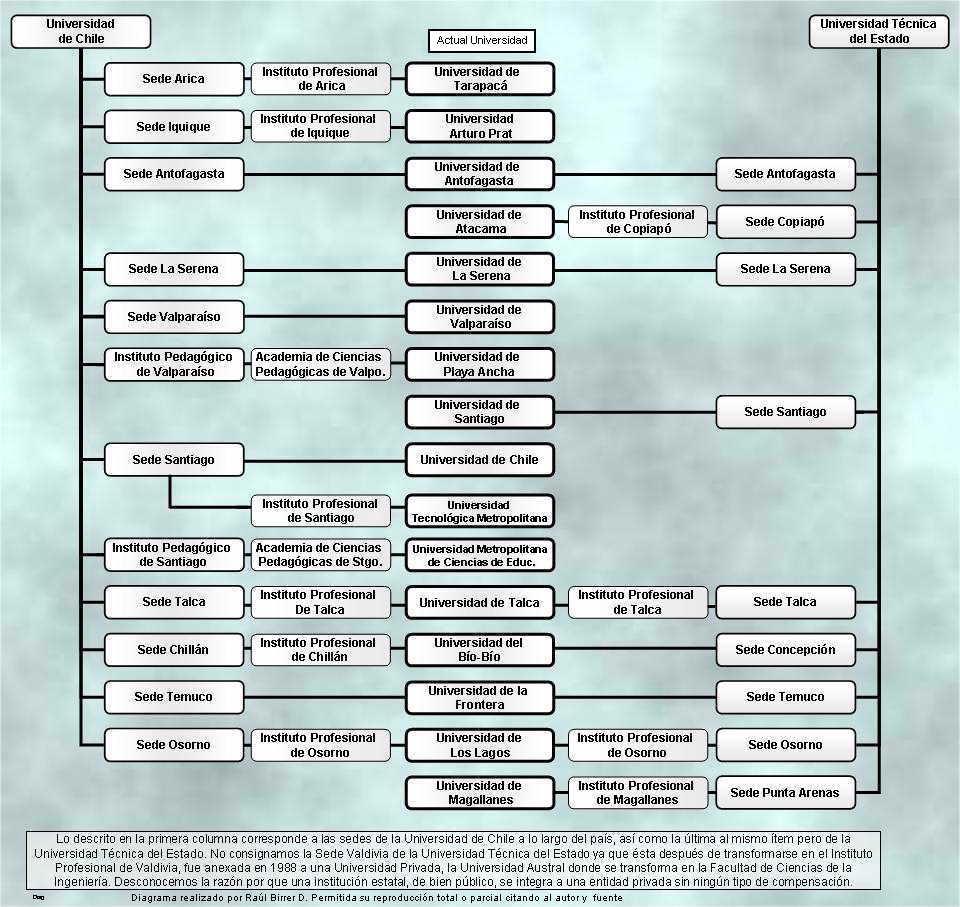
Esquema de la creación de universidades regionales a partir de las sedes de la U. de Chile y la UTE.

El Instituto Pedagógico fue una institución de educación superior fundada en 1889, como dependencia de la Universidad de Chile, con el objetivo de formar profesionalmente al profesorado de la educación secundaria —la formación del profesorado de educación primaria ya se efectuaba en las Escuelas normales de Chile desde 1842, dependientes directamente del Estado—. En 1931 se incorporó el Instituto de Educación Física y Técnica (creado en 1906). En 1948 se creó su sede en Valparaíso.
En 1981 tanto las sedes de Santiago como de Valparaíso fueron separadas de la Universidad y transformadas cada una en Academias Superiores de Ciencias Pedagógicas (ASCP de Santiago y ASCP de Valparaíso) y posteriormente en Universidad Metropolitana de Ciencias de la Educación (UMCE) y Universidad de Playa Ancha, respectivamente.
En el Instituto Pedagógico fueron formadas las sucesivas generaciones de profesores secundarios, integradas a la entonces Facultad de Filosofía y Educación (actual Facultad de Filosofía y Humanidades de la Universidad de Chile).

## Historia
Desde 1843, la Facultad de Filosofía y Humanidades de la Universidad de Chile- concentró su labor exclusivamente al cultivo de las letras y humanidades, confiriéndole gran influencia en la intelectualidad de la nación.
En este contexto, la única Facultad no docente de la Universidad de Chile se hacía cargo de la instrucción de profesores secundarios, y por primera vez en 46 años, sus dependencias se abrían al ingreso de alumnos.
Hasta entonces, la Facultad de Filosofía y Humanidades orientaba y supervisaba la enseñanza. Sin embargo, la formación de profesores se realizaba a través de facultades profesionales y congregaciones religiosas: médicos para impartir la biología y las ciencias naturales; ingenieros para la enseñanza de las matemáticas y la física; farmacéuticos para la botánica y la química; abogados para la historia y las letras, y sacerdotes para la filosofía, lógica y psicología.
En total, el país contaba con unos 400 profesores de liceo entre profesionales, sacerdotes y autodidactas, quienes se oponían al inminente reconocimiento oficial que los nuevos maestros pudiesen lograr.
La creación del Instituto Pedagógico incluía además la incorporación de un selecto grupo de profesores alemanes de reconocido nivel académico, lo que provocó inquietud y malestar de parte de integrantes de la Facultad. Por ello, quedó estipulado contractualmente que los maestros alemanes se dedicaran exclusivamente a la docencia, con prescindencia taxativa de la investigación y de la creación de escuelas científicas.
En este marco se erigió, a veces solitaria, la gigantesca figura de Valentín Letelier, verdadero impulsor y creador del Instituto Pedagógico, quien enfrentaba una y otra vez a los detractores: para todos los chilenos defender el Instituto Pedagógico es defender uno de los agentes más poderosos de la cultura nacional. Suprimirlo es imposibilitar la formación del profesorado chileno; es hacernos perpetuos tributarios de la pedagogía extranjera[cita requerida]. A esto se agregó la indudable identificación del Instituto Pedagógico con el gobierno de Balmaceda.

## Sede Valparaíso del Pedagógico
En abril de 1948 empezó en funcionamiento el Instituto Pedagógico de Valparaíso, fue ubicado en los cerros de Playa Ancha en una inmejorable ubicación donde convivía la vida universitaria junto a uno de los barrios más hermosos de la ciudad-puerto.
Tres carreras dieron inicio al programa: Pedagogía en Castellano, en Francés e Inglés. El primer director fue Oscar Guzmán Escobar, quien desde un comienzo privilegió el estudio de las letras y de la filosofía, pronto se sumaría el creciente cultivo de otras ciencias como las Ciencias del Lenguaje, la Historia, e idiomas como el inglés, el francés, el alemán e incluso el japonés.
En 1981 fue quitada a la Universidad de Chile y convertida en la Academia Superior de Ciencias Pedagógicas (1981-1985). Desde entonces la prestigiosa sede del Pedagógico en Valparaíso en 1985 sufriría un nuevo cambio al ser transformada en la Universidad de Playa Ancha de Ciencias de la Educación.

## El primer cuerpo académico

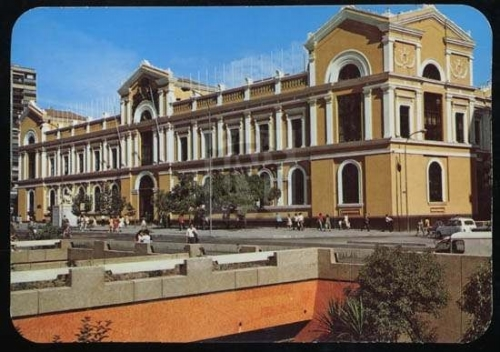
Casa Central de la Universidad de Chile.

El primer cuerpo académico del Instituto Pedagógico estaba constituido por un chileno, Enrique Nercasseau y Morán, y por los profesores alemanes:
- Jorge Enrique Schneider (pedagogía, filosofía, lógica, metodología, moral y filosofía de las ciencias);
- Juan Steffen (historia y geografía);
- Federico Hanssen (filología, gramática general, lingüística, latín, griego, francés, inglés, alemán, retórica e historia literaria);
- Reinaldo Von Lilienthal (aritmética, álgebra, geometría, trigonometría y mecánica, quien estuvo unos meses en Chile y retornó a Alemania, donde se destacó como uno de los más grandes matemáticos de su época. Fue reemplazado por Augusto Tafelmacher, quien ejerció hasta 1907);
- Federico Johow, notable botánico, quien fue designado como primer director del Instituto Pedagógico (ciencias naturales, biología, zoología, botánica e higiene);
- Federico Albert Botánico, paleontólogo y ornitólogo, profesor de Ciencias naturales
- Rodolfo Lenz (gramática); y
- Alfredo Beutell (química y mineralogía).

Si bien los profesores alemanes realizaron trabajos de investigación, lo hicieron más bien a título individual. No era su rol formar investigadores, ni escuelas científicas, sino profesores secundarios, y cumplieron en forma brillante su tarea.
El alejamiento de los primeros alemanes provocó una crisis educacional y un deterioro tal en la formación de los profesores que, en 1929, el gobierno optó por una nueva contratación de académicos extranjeros. De los nuevos profesores alemanes contratados en esa época, la mayor parte retornó a su patria al poco tiempo. Sólo dos de ellos se avecindaron definitivamente en Chile: el matemático Carlos Grandjot y el químico Fernando Oberhauser y la labor que desarrollaron durante tres décadas de docencia e investigación marcó la enseñanza de sus respectivas disciplinas en el país.

## Profesores y alumnos destacados
La notable calidad de los primeros egresados del Instituto Pedagógico y el prestigio e idoneidad de su cuerpo académico le permitieron ganar respeto y reconocimiento no solo de parte los chilenos, sino también de las naciones hermanas. De hecho, en la década de los cuarenta, el gobierno de Venezuela contrató una misión chilena, constituida entre otros por Juan Gómez Millas, Eugenio González Rojas y Horacio Aravena Andaur, para organizar un Instituto Pedagógico en ese país.
No es posible hablar del Instituto Pedagógico sin mencionar el impulso otorgado por Juan Gómez Millas —desde el Decanato de la Facultad de Filosofía y Educación, y posteriormente en la Rectoría de la Universidad— al desarrollo de la ciencia y la investigación en este campus.
Entre 1945 y 1955 no solo fue posible el traslado desde la casona de Cumming (al costado izquierdo del Liceo de Aplicación) a los terrenos del Instituto Inglés de Macul Avda Macul 774, sino también el surgimiento de centros de investigación, cuyo nivel de excelencia trascendió las fronteras de la Facultad y de la nación. Entre ellos, los Centros de Investigaciones Zoológicas, de Folclore, de Entomología, de Literatura Hispanoamericana y de Radiación Cósmica, entre otros.
Desde el Decanato de la Facultad de Filosofía y Educación pasaron directamente a la Rectoría de la Universidad de Chile: Domingo Amunátegui Solar, Juan Gómez Millas y Eugenio González Rojas. Desde su Secretaría General, Horacio Aravena Andaur pasó a la Rectoría de la Universidad Técnica del Estado.
Asimismo, el Pedagógico proveyó a la Universidad de Concepción de su rector fundador, Enrique Molina Garmendia. Estrechamente ligados al Pedagógico estuvieron las actuales autoridades centrales de la Universidad de Chile, Juan de Dios Vial Larraín y Marino Pizarro.
Entre sus egresados, y posteriormente integrante de su plantel docente, formaron parte del Instituto el expresidente de la República Pedro Aguirre Cerda, y el Premio Nobel Pablo Neruda.

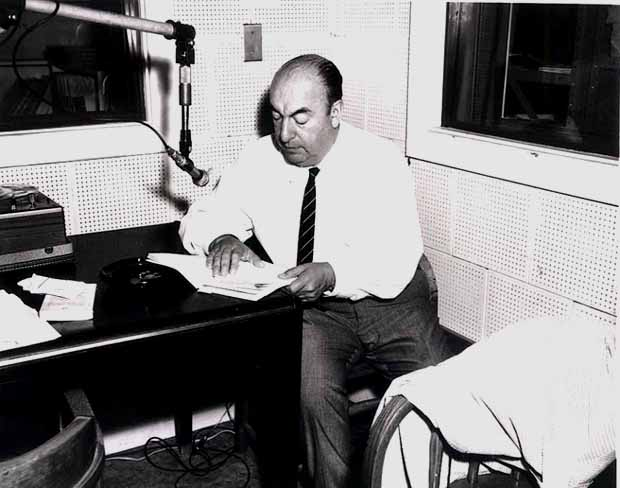
El poeta Pablo Neruda estudió francés en el Pedagógico.

En su Departamento de Historia se formaron y ejercieron la docencia los Premios Nacionales Eugenio Pereira Salas, Guillermo Feliú Cruz, Néstor Meza, Ricardo Krebs, Mario Góngora y Rolando Mellafe. Fueron también sus estudiantes y posteriormente profesores del Pedagógico los Premios Nacionales de Literatura Mariano Latorre, Nicanor Parra, Rodolfo Oroz y Roque Esteban Scarpa, y los Premios de Educación Roberto Munizaga, Luis Gómez Catalán, José Herrera y Marino Pizarro.
De igual manera, figura destacada que se formó y graduó en el Instituto Pedagógico de Chile, dentro del Área de Historia, fue el intelectual venezolano Mariano Picón Salas (1901-1965), quien legaría una nutrida obra histórica, ensayística, cultural y educativa en Venezuela y con proyección latinoamericanista, además de haber ganado el Premio Nacional de Literatura en 1954 (Venezuela, compartido con Arturo Uslar Pietri).
Sin ser egresados del plantel, el Pedagógico contó durante varios años con el extraordinario aporte formativo de los Premios Nacionales de Ciencias., Héctor Croxatto y Danko Brncic.
Cómo no recordar además con emoción y orgullo a figuras como Jenaro Godoy, Hernán Ramírez Necochea, los hermanos Adolfo y Gastón Gómez Lasa, Humberto Giannini, Jorge Millas, Olga Poblete, Francisco Soler Grima, Cástor Narvarte, Juan Rivano, Astolfo Tapia, Julio Vega, Arturo Piga, Ambrosio Rabanales, Guillermo Mann, Antonio Doddis, Félix Schwartzmann, y tantos otros.
Así también a jóvenes profesores quienes ya en sus inicios trabajaban las talentosas dotes con que son actualmente reconocidos: los historiadores Sergio Villalobos y Julio Retamal; los escritores y ensayistas Poli Délano, Ariel Dorfman, Antonio Skármeta, Mario Rodríguez y Juan Villegas; el filósofo Edison Otero; el arqueólogo Mario Orellana, Photios Malleros y Alejandro Zorbas, del Centro de Estudios Griegos; el antropólogo Carlos Munizaga, y los integrantes del Quilapayún, entre otros.

## El fin del Instituto Pedagógico
Durante la dictadura militar, en 1981, el DFL N.º 1 reestructuró la organización de la educación superior chilena, con el propósito oficial de optimizar la administración educativa frente a las crecientes demandas de educación. Al parecer, habría existido también un propósito no declarado, el cual buscaba desarticular a la Universidad de Chile en decenas de organismos como una forma de disminuir su poder como institución pública y, por extensión, su capacidad de criticar al Gobierno.
Con esto, a través del DFL N.º 7 del 17 de febrero de 1981, la Facultad de Educación de la Universidad de Chile daría origen a la figura de instituto profesional denominado "Academia Superior de Ciencias Pedagógicas", que posteriormente recuperaría su condición universitaria al convertirse, en 1986, en la Universidad Metropolitana de Ciencias de la Educación, UMCE.